# Blakterbeek
De Blakterbeek is een beek in de Nederlands Noord-Limburgse gemeente Horst aan de Maas. De beek ligt bij Kronenberg en Sevenum.
De bovenloop van de beek wordt gevormd door de Schorfvenloop en de Driefkuilenloop.

## Ligging
De beek stroomt vanaf het westen van Kronenberg via het dorp, ten noorden langs De Hees en Sevenum. Na ongeveer kilometer mondt de beek ten noordoosten van Sevenum uit in de Groote Molenbeek. 
Tussen Kronenberg en Sevenum ligt langs de beek het natuurgebied de Heesbeemden en aan de noordrand van Sevenum ligt langs de beek het Blakterbeekpark.